# Jurassic-Nunatak
Der Jurassic-Nunatak ist ein kleiner Nunatak im westantarktischen Ellsworthland. Er ragt 2,5 km nordöstlich des Triassic-Nunatak in der Gruppe der Yee-Nunatakker auf.
Der United States Geological Survey kartierte ihn anhand eigener Vermessungen und Luftaufnahmen der United States Navy aus den Jahren von 1961 bis 1968. Das Advisory Committee on Antarctic Names benannte ihn 1987 in Anlehnung an die Benennung des Triassic-Nunatak nach dem Jura, einer erdgeschichtlichen Epoche.